# رباط ذوزنقه‌ای
رباط ذوزنقه‌ای یک فاسیکل قدامی و جانبی پهن، نازک و چهار ضلعی است که به صورت مایل میان زائده غرابی و ترقوه قرار می‌گیرد.
این رباط در زیر، به سطح بالایی زائده غرابی و در بالا به یال مایل در سطح زیرین ترقوه متصل می‌شود.
انتهای جلویی / قدامی آن آزاد است. مرز پشتی / خلفی آن با رباط قیفی پیوند داده می‌شود. این دو با اتصال خود، زاویه‌ای را در پشت تشکیل می‌دهند.